# 88e cérémonie des Oscars
La 88e cérémonie des Oscars du cinéma (88th Academy Awards), organisée par l'Academy of Motion Picture Arts and Sciences, a eu lieu le 28 février 2016 au Dolby Theatre de Los Angeles pour récompenser les films sortis en 2015. Elle a été présentée pour la deuxième fois par le comédien Chris Rock, qui avait déjà officié en 2005.
Les nominations ont été annoncées le 14 janvier 2016.
En prélude à cette soirée, l’Académie a distingué par un Oscar d'honneur (Academy Honorary Award) Spike Lee et Gena Rowlands et remis le Jean Hersholt Humanitarian Award à Debbie Reynolds lors de la 7e cérémonie des Governors Awards, qui s'est déroulée le 14 novembre 2015.

## Nominations
Les nominations sont dévoilées le 14 janvier 2016 au Samuel Goldwyn Theatre de Beverly Hills par la présidente de l'Académie Cheryl Boone Isaacs (en), les réalisateurs Guillermo del Toro et Ang Lee et l'acteur John Krasinski. The Revenant est le film le plus nommé, avec douze nominations, et Mad Max: Fury Road arrive en deuxième position avec dix. Ainsi, pour la seconde année consécutive, un film réalisé par Alejandro González Iñárritu arrive en tête des nominations, après Birdman en 2015.

## Présentateurs et intervenants
Par ordre d'apparition.
Présentateurs
- Chris Rock, maître de cérémonie.

Intervenants

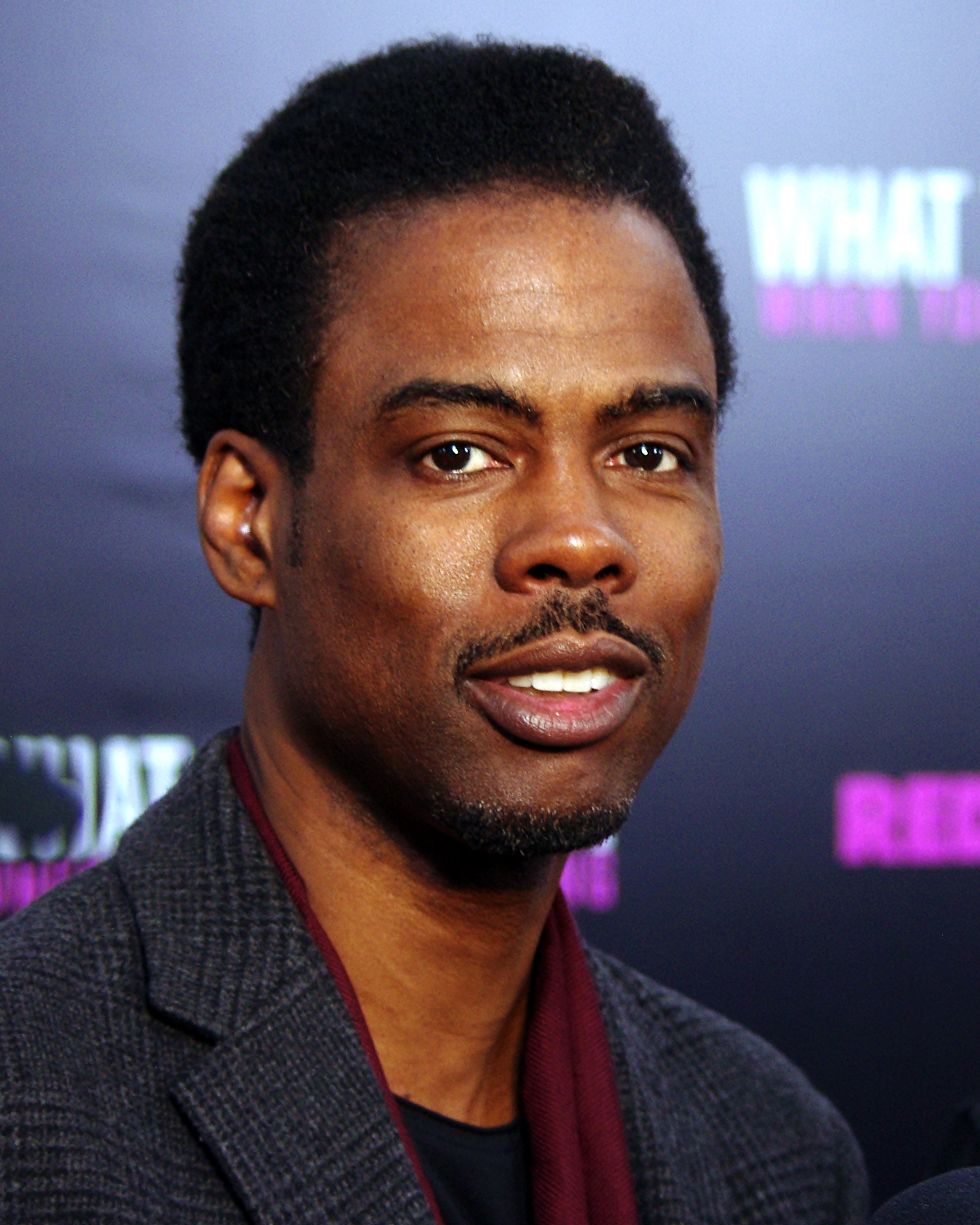
Chris Rock, maître de la cérémonie.

- Patricia Arquette remet l'Oscar du meilleur acteur dans un second rôle
- J.K. Simmons remet l'Oscar de la meilleure actrice dans un second rôle
- Eddie Redmayne remet l'Oscar de la meilleure actrice
- Julianne Moore remet l'Oscar du meilleur acteur
- Morgan Freeman remet l'Oscar du meilleur film
- J.J. Abrams remet l'Oscar du meilleur réalisateur
- Charlize Theron et Emily Blunt remettent l'Oscar du meilleur scénario original
- Russell Crowe et Ryan Gosling remettent l'Oscar du meilleur scénario adapté
- Cate Blanchett remet l'Oscar de la meilleure création de costumes
- Steve Carell et Tina Fey remettent l'Oscar des meilleurs décors
- Margot Robbie et Jared Leto remettent l'Oscar des meilleurs maquillages et coiffures
- Michael B. Jordan et Rachel McAdams remettent l'Oscar de la meilleure photographie
- Liev Schreiber et Priyanka Chopra remettent l'Oscar du meilleur montage
- Chris Evans et Chadwick Boseman remettent l'Oscar du meilleur montage son
- Andy Serkis remet l'Oscar des meilleurs effets visuels
- Les Minions remettent l'Oscar du meilleur court-métrage d'animation
- Buzz l'éclair et le Shérif Woody remettent l'Oscar du meilleur film d'animation
- Louis C. K. remet l'Oscar du meilleur court-métrage documentaire
- Daisy Ridley et Dev Patel remettent l'Oscar du meilleur film documentaire
- Jacob Tremblay et Abraham Attah remettent l'Oscar du meilleur court métrage en prises de vues réelles
- Lee Byung-hun et Sophia Vergara remettent l'Oscar du meilleur film étranger
- Pharrell Williams et Quincy Jones remettent l'Oscar de la meilleure musique de film
- Common et John Legend remettent l'Oscar de la meilleure chanson originale

## Palmarès

### Meilleur film
- Spotlight – Michael Sugar, Steve Golin, Nicole Rocklin et Blye Pagon Faust
  - The Big Short : Le Casse du siècle (The Big Short) – Brad Pitt, Dede Gardner et Jeremy Kleiner
  - Brooklyn – Finola Dwyer et Amanda Posey
  - Mad Max: Fury Road – Doug Mitchell et George Miller
  - Le Pont des espions (Bridge of Spies) – Steven Spielberg, Marc Platt et Kristie Macosko Krieger
  - The Revenant – Arnon Milchan, Steve Golin, Alejandro González Iñárritu, Mary Parent et Keith Redmon
  - Room – Ed Guiney
  - Seul sur Mars (The Martian) – Simon Kinberg, Ridley Scott, Michael Schaefer et Mark Huffam

### Meilleur réalisateur
- Alejandro González Iñárritu pour The Revenant
  - Lenny Abrahamson pour Room
  - Tom McCarthy pour Spotlight
  - Adam McKay pour The Big Short : Le Casse du siècle (The Big Short)
  - George Miller pour Mad Max: Fury Road

### Meilleur acteur
- Leonardo DiCaprio pour le rôle de Hugh Glass dans The Revenant
  - Bryan Cranston pour le rôle de Dalton Trumbo dans Dalton Trumbo
  - Matt Damon pour le rôle de Mark Watney dans Seul sur Mars (The Martian)
  - Michael Fassbender pour le rôle de Steve Jobs dans Steve Jobs
  - Eddie Redmayne pour le rôle de Lili Elbe / Einar Wegener dans Danish Girl

### Meilleure actrice
- Brie Larson pour le rôle de Joy Newsome dans Room
  - Cate Blanchett pour le rôle de Carol Aird dans Carol
  - Jennifer Lawrence pour le rôle de Joy Mangano dans Joy
  - Charlotte Rampling pour le rôle de Kate Mercer dans 45 Years
  - Saoirse Ronan pour le rôle de Eilis Lacey dans Brooklyn

### Meilleur acteur dans un second rôle
- Mark Rylance pour le rôle de Rudolf Abel dans Le Pont des espions (Bridge of Spies)
  - Christian Bale pour le rôle de Michael Burry dans The Big Short : Le Casse du siècle (The Big Short)
  - Tom Hardy pour le rôle de John Fitzgerald dans The Revenant
  - Mark Ruffalo pour le rôle de Michael Rezendes dans Spotlight
  - Sylvester Stallone pour le rôle de Rocky Balboa dans Creed : L'Héritage de Rocky Balboa (Creed)

### Meilleure actrice dans un second rôle
- Alicia Vikander pour le rôle de Gerda Wegener dans Danish Girl
  - Jennifer Jason Leigh pour le rôle de Daisy Domergue dans Les Huit Salopards (The Hateful Eight)
  - Rooney Mara pour le rôle de Therese Belivet dans Carol
  - Rachel McAdams pour le rôle de Sacha Pfeiffer dans Spotlight
  - Kate Winslet pour le rôle de Joanna Hoffman dans Steve Jobs

### Meilleur scénario original
- Spotlight – Josh Singer et Tom McCarthy
  - Ex machina – Alex Garland
  - NWA : Straight Outta Compton (Straight Outta Compton) – Jonathan Herman, Andrea Berloff, S. Leigh Savidge et Alan Wenkus (en)
  - Le Pont des espions (Bridge of Spies) – Matt Charman (en), Joel et Ethan Coen
  - Vice-versa (Inside Out) – Pete Docter, Meg LeFauve (en), Josh Cooley et Ronnie del Carmen

### Meilleur scénario adapté
- The Big Short : Le Casse du siècle (The Big Short) – Charles Randolph et Adam McKay, d'après le livre The Big Short: Inside the Doomsday Machine de Michael Lewis
  - Brooklyn – Nick Hornby, d'après le roman du même nom de Colm Tóibín
  - Carol – Phyllis Nagy, d'après le roman du même nom de Patricia Highsmith
  - Room – Emma Donoghue, d'après son propre roman du même nom (en)
  - Seul sur Mars (The Martian) – Drew Goddard, d'après le roman du même nom d'Andy Weir

### Meilleurs décors
- Mad Max: Fury Road – Colin Gibson et Lisa Thompson
  - Danish Girl – Michael Standish et Eve Stewart
  - Le Pont des espions (Bridge of Spies) – Rena DeAngelo, Bernhard Henrich et Adam Stockhausen
  - The Revenant – Jack Fisk et Hamish Purdy
  - Seul sur Mars (The Martian) – Celia Bobak et Arthur Max

### Meilleure création de costumes
- Mad Max: Fury Road – Jenny Beavan
  - Carol – Sandy Powell
  - Cendrillon (Cinderella) – Sandy Powell
  - Danish Girl – Paco Delgado
  - The Revenant – Jacqueline West

### Meilleurs maquillages et coiffures
- Mad Max: Fury Road – Lesley Vanderwalt, Elka Wardega et Damian Martin
  - The Revenant – Siân Grigg, Duncan Jarman and Robert Pandini
  - Le Vieux qui ne voulait pas fêter son anniversaire (Hundraåringen som klev ut genom fönstret och försvann) – Love Larson et Eva von Bahr

### Meilleure photographie
- The Revenant – Emmanuel Lubezki
  - Carol – Edward Lachman
  - Les Huit Salopards (The Hateful Eight) – Robert Richardson
  - Mad Max: Fury Road – John Seale
  - Sicario – Roger Deakins

### Meilleur montage
- Mad Max: Fury Road – Margaret Sixel
  - The Big Short : Le Casse du siècle (The Big Short) – Hank Corwin
  - The Revenant – Stephen Mirrione
  - Spotlight – Tom McArdle (en)
  - Star Wars, épisode VII : Le Réveil de la Force (Star Wars: The Force Awakens) – Maryann Brandon et Mary Jo Markey

### Meilleur design de son
- Mad Max: Fury Road – Mark Mangini et David White
  - The Revenant – Martin Hernández et Lon Bender
  - Seul sur Mars (The Martian) – Oliver Tarney (en)
  - Sicario – Alan Robert Murray
  - Star Wars, épisode VII : Le Réveil de la Force (Star Wars: The Force Awakens) – Matthew Wood et David Acord

### Meilleur mixage de son
- Mad Max: Fury Road – Chris Jenkins, Gregg Rudloff et Ben Osmo
  - Le Pont des Espions (Bridge of Spies) – Andy Nelson, Gary Rydstrom et Drew Kunin
  - The Revenant – Jon Taylor, Frank A. Montaño, Randy Thom et Chris Duesterdiek
  - Seul sur Mars (The Martian) – Paul Massey, Mark Taylor et Mac Ruth
  - Star Wars, Épisode VII : Le Réveil de la Force (Star Wars: The Force Awakens) – Andy Nelson, Christopher Scarabosio et Stuart Wilson

### Meilleurs effets visuels
- Ex Machina – Mark Williams Ardington, Sara Bennett, Paul Norris et Andrew Whitehurst
  - Mad Max: Fury Road – Andrew Jackson, Dan Oliver, Andy Williams et Tom Wood
  - The Revenant – Richard McBride, Matt Shumway, Jason Smith et Cameron Waldbauer
  - Seul sur Mars (The Martian) – Anders Langlands, Chris Lawrence, Richard Stammers et Steven Warner
  - Star Wars, Épisode VII : Le Réveil de la Force (Star Wars: The Force Awakens) – Chris Corbould, Roger Guyett, Paul Kavanagh et Neal Scanlan

### Meilleure chanson originale
- Writing's on the Wall dans 007 Spectre (Spectre) – Paroles et musique : Jimmy Napes et Sam Smith
  - Earned It dans Cinquante nuances de Grey (Fifty Shades of Grey) – Paroles et musique : Abel Tesfaye (The Weeknd), Ahmad Balshe, Jason Daheala Quenneville et Stephan Moccio (en)
  - Manta Ray dans Racing Extinction (en) – Paroles et musique : Antony Hegarty (Antony and the Johnsons)
  - Simple Song #3 dans Youth – Paroles et musique : David Lang
  - Til It Happens To You dans The Hunting Ground (en) – Paroles et musique : Diane Warren et Lady Gaga

### Meilleure musique de film
- Les Huit Salopards (The Hateful Eight) – Ennio Morricone
  - Carol – Carter Burwell
  - Le Pont des espions (Bridge of Spies) – Thomas Newman
  - Sicario – Jóhann Jóhannsson
  - Star Wars, épisode VII : Le Réveil de la Force (Star Wars: The Force Awakens) – John Williams

### Meilleur film en langue étrangère
- Le Fils de Saul (Saul fia) – László Nemes  Hongrie (en hongrois)
  - A War (Krigen) – Tobias Lindholm  Danemark (en danois)
  - L'Étreinte du serpent (El abrazo de la serpiente) – Ciro Guerra  Colombie (en espagnol)
  - Mustang – Deniz Gamze Ergüven  France (en turc)
  - Theeb (ذيب) – Naji Abu Nowar  Jordanie (en arabe)

### Meilleur film d'animation
- Vice-versa (Inside Out) – Pete Docter et Ronnie del Carmen
  - Anomalisa – Duke Johnson et Charlie Kaufman
  - Le Garçon et le Monde (O Menino e o Mundo) – Alê Abreu
  - Shaun le mouton, le film (Shaun the Sheep Movie) – Mark Burton (en) et Richard Starzak
  - Souvenirs de Marnie (思い出のマーニー) – Hiromasa Yonebayashi

### Meilleur film documentaire
- Amy – Asif Kapadia et James Gay-Rees
  - Cartel Land – Matthew Heineman et Tom Yellin
  - The Look of Silence – Joshua Oppenheimer et Signe Byrge Sørensen (en)
  - What Happened, Miss Simone? – Liz Garbus, Amy Hobby et Justin Wilkes
  - Winter on Fire: Ukraine's Fight for Freedom – Evgeny Afineevsky et Den Tolmor

### Meilleur court métrage (prises de vues réelles)
- Stutterer – Serena Armitage et Benjamin Cleary
  - Everything Will Be Okay (en) (Alles wird gut) – Patrick Vollrath
  - Ave Maria (en) – Eric Dupont et Basil Khalil
  - Day One (en) – Henry Hughes
  - Shok (en) – Jamie Donoughue

### Meilleur court métrage (documentaire)
- A Girl in the River: The Price of Forgiveness – Sharmeen Obaid-Chinoy
  - Body Team 12 (en) – David Darg et Bryn Mooser (en)
  - Chau, Beyond the Lines (en) – Courtney Marsh et Jerry Franck
  - Claude Lanzmann: Spectres of the Shoah – Adam Benzine
  - Last Day of Freedom (en) – Dee Hibbert-Jones et Nomi Talisman

### Meilleur court métrage (animation)
- Historia de un oso (Bear Story) – Pato Escala Pierart et Gabriel Osorio Vargas 
  - We Can't Live Without Cosmos (Мы не можем жить без космоса) – Konstantin Bronzit
  - Prologue (en) – Imogen Sutton et Richard Williams
  - Sanjay et sa super équipe (Sanjay's Super Team) – Nicole Paradis Grindle et Sanjay Patel
  - World of Tomorrow – Don Hertzfeldt

## Oscars spéciaux
Remis au cours de la 7e cérémonie des Governors Awards qui s'est déroulée le 14 novembre 2015 au Ray Dolby Ballroom at Hollywood & Highland Center,.

### Oscars d'honneur
Pour récompenser de façon extraordinaire l'ensemble d'une carrière, des contributions exceptionnelles au service des arts et des sciences du cinéma, ou encore un service rendu à l'Académie.
- Spike Lee
- Gena Rowlands

### Jean Hersholt Humanitarian Awards
Pour un individu membre de l'industrie cinématographique dont les efforts humanitaires ont fait bénéficier l'ensemble de l'industrie.
- Debbie Reynolds

## Statistiques

### Nominations multiples
- 12 : The Revenant
- 10 : Mad Max: Fury Road
- 7 : Seul sur Mars
- 6 : Le Pont des espions, Carol, Spotlight
- 5 : The Big Short, Star Wars, épisode VII
- 4 : Danish Girl, Room
- 3 : Brooklyn, Les Huit Salopards, Sicario
- 2 : Ex Machina, Vice-versa, Steve Jobs

### Récompenses multiples
- 6 / 10 : Mad Max: Fury Road
- 3 / 12 : The Revenant
- 2 / 6 : Spotlight

### Les grands perdants
- 1 / 6 : Le Pont des espions
- 1 / 5 : The Big Short
- 1 / 4 : Danish Girl
- 1 / 4 : Room
- 1 / 3 : Les Huit Salopards
- 1 / 2 : Ex Machina
- 1 / 2 : Vice-versa
- 0 / 7 : Seul sur Mars
- 0 / 6 : Carol
- 0 / 5 : Star Wars, épisode VII : Le Réveil de la Force
- 0 / 3 : Brooklyn
- 0 / 3 : Sicario

## Polémique
Les Oscars 2016 ont été particulièrement marqués par la question de la représentation des femmes dans le cinéma hollywoodien (tout comme l'année précédente avec le discours de Patricia Arquette). Une situation que Julie Delpy n'a pas manqué de signaler avec humour : « Il y avait deux biopics cette année aux Oscars : un homme, il crée Apple (Steve Jobs, de Danny Boyle), une femme, elle invente un balai (Joy, de David O. Russell) ».
Beaucoup d'acteurs et de réalisateurs n'ont pas voulu se présenter à la cérémonie du fait de la non-diversité des nommés pour la deuxième année consécutive, notamment Jada Pinkett Smith qui a demandé à ses confrères de boycotter la cérémonie du fait que son mari Will Smith n'a pas été nommé pour sa prestation dans Seul contre Tous.